# Dropolje
Dropolje (nemško Tröpolach) je  vas ali naselje in katastrska občina v občini občine Šmohor - Preseško jezero (nem. Hermagor-Pressegger See), na desni strani Zilje, 9 km zahodno od Šmohorja (nem. Hermagorja) v Ziljski dolini. Ob popisu leta 2011 je vas imela 535 prebivalcev.
Danes turistična vas Dropolje leži na podnožju ceste čez prelaz in na smučišče Mokrine. Sosednji kraji so Radnja vas (nem. Rattendorf) na severozahodu, Vočiče (nem. Watschig) na severovzhodu in Mokrine (nem. Nassfeld) na jugu. Na južnem vzpenjajočem delu vasi je spodnja, izhodiščna postaja žičnice na smučišča Mokrine.
Dropolje, nekoč tipična rudarska vas - ker so tu na Pleiku kopali rudo - in zaradi svoje lege ob vznožju mejnega prehoda z Italijo (Pontafel - Pontebba) hkrati tudi cestninska postaja, je danes eno izmed najbolj perspektivnih turističnih središč na Koroškem, zahvaljujoč privlačnemu smučišču Mokrine (nem. Nassfeld). Nemško ime kraja Tröpolach izhaja iz slovanskega "Dobro-Pole", kar pomeni "dobro polje".

## Farna cerkev
Rimskokatoliška župnijska cerkev v Dropolju stoji sredi vasi in ima patrocinij Sv. Martina. Cerkev je stolpna cerkev iz 13. stoletja, s poznogotskimi in baročnimi predelavami. Cerkev je bila zadnjič razširjena leta 1953.
Glavni oltar iz leta 1857 ima za osrednjo podobo Sv. Jurija, ki ga obdajajo figure sv. Andreja in Lenarta. Na levem stranskem oltarju iz konca 17. stoletja je Marijina slika, na desnem stranskem oltarju je slika smrti sv. Jožefa. Na južni steni ladje je vitrina s kipom Device Marije iz 17. stoletja.